# Rhizlane Siba
Pour les articles homonymes, voir Siba.
Rhizlane Siba (née le 29 février 1996) est une athlète marocaine, spécialiste du saut en hauteur.

## Biographie
Elle se révèle en 2012, à l'âge de seize ans seulement, en remportant la médaille de bronze des championnats d'Afrique, à Porto-Novo au Bénin, avec la marque de 1,75 m. En 2013, elle obtient la médaille de bronze des championnats du monde cadets à Donetsk en Ukraine, et s'adjuge par ailleurs le titre continental des championnats d'Afrique juniors de Bambous.
En 2014, elle remporte la médaille d'or des championnats d'Afrique de Marrakech au Maroc, avec un saut à 1,80 m.

## Palmarès
| Date | Compétition                          | Lieu         | Résultat | Discipline      | Marque        |
| ---- | ------------------------------------ | ------------ | -------- | --------------- | ------------- |
| 2011 | Jeux panarabes                       | Doha         | 1re      | Saut en hauteur | 1,76 m        |
| 2012 | Championnats d'Afrique               | Porto-Novo   | 3e       | Saut en hauteur | 1,75 m        |
| 2013 | Championnats d'Afrique jeunesse (en) | Warri        | 1re      | Saut en hauteur | 1,80 m        |
| 2013 | Championnats d'Afrique jeunesse (en) | Warri        | 3e       | Relais          | 2 min 23 s 83 |
| 2013 | Championnats du monde cadets         | Donetsk      | 3e       | Saut en hauteur | 1,79 m        |
| 2013 | Championnats d'Afrique juniors       | Bambous      | 1re      | Saut en hauteur | 1,75 m        |
| 2014 | Championnats d'Afrique               | Marrakech    | 1re      | Saut en hauteur | 1,80 m        |
| 2015 | Championnats panarabes               | Madinat 'Isa | 2e       | Saut en hauteur | 1,75 m        |
| 2018 | Championnats d'Afrique               | Asaba        | 5e       | Saut en hauteur | 1,80 m        |
| 2019 | Jeux africains                       | Rabat        | 2e       | Saut en hauteur | 1,81 m        |
| 2021 | Championnats panarabes               | Radès        | 1re      | Saut en hauteur | 1,84 m        |
| 2023 | Championnats panarabes               | Marrakech    | 1re      | Saut en hauteur | 1,78 m        |
| 2023 | Jeux panarabes                       | Oran         | 2e       | Saut en hauteur | 1,75 m        |
| 2023 | Jeux de la Francophonie              | Kinshasa     | 3e       | Saut en hauteur | 1,73 m        |

## Records
| Épreuve         | Marque    | Lieu  | Date        |
| --------------- | --------- | ----- | ----------- |
| Saut en hauteur | 1,86 m NR | Rabat | 2 juin 2021 |